# West Union (Wirginia Zachodnia)

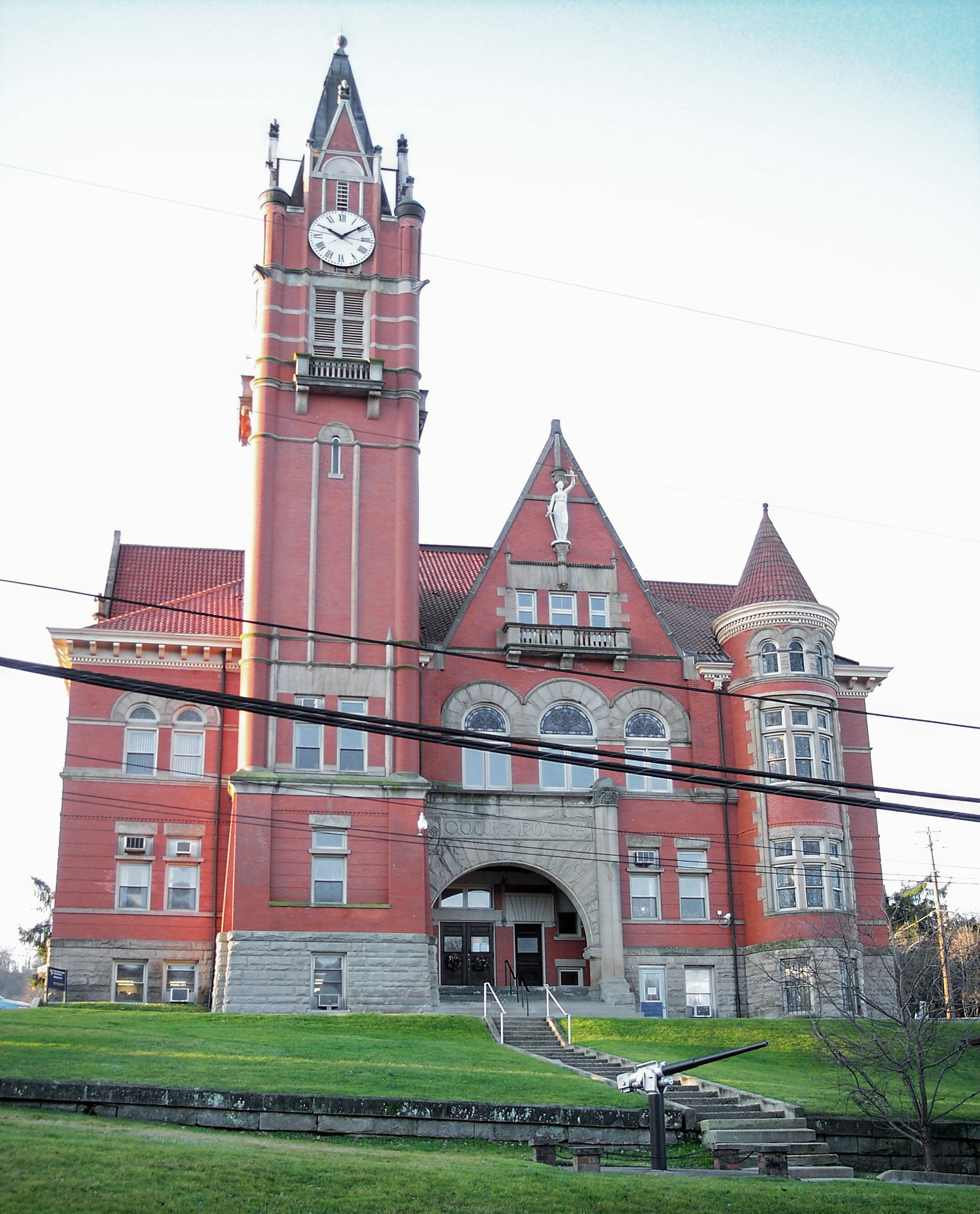
Gmach sądu w West Union

West Union – miasto w Stanach Zjednoczonych, w stanie Wirginia Zachodnia, siedziba administracyjna hrabstwa Doddridge.